# Stanford (Califórnia)
Stanford é uma região censo-designada localizada no estado americano da Califórnia, no Condado de Santa Clara.

## Demografia
Segundo o censo americano de 2000, a sua população era de 13.315 habitantes.

## Geografia
De acordo com o United States Census Bureau tem uma área de 7,2 km², dos quais 7,1 km² cobertos por terra e 0,1 km² cobertos por água.

## Localidades na vizinhança
O diagrama seguinte representa as localidades num raio de 8 km ao redor de Stanford.